# Charles Booth

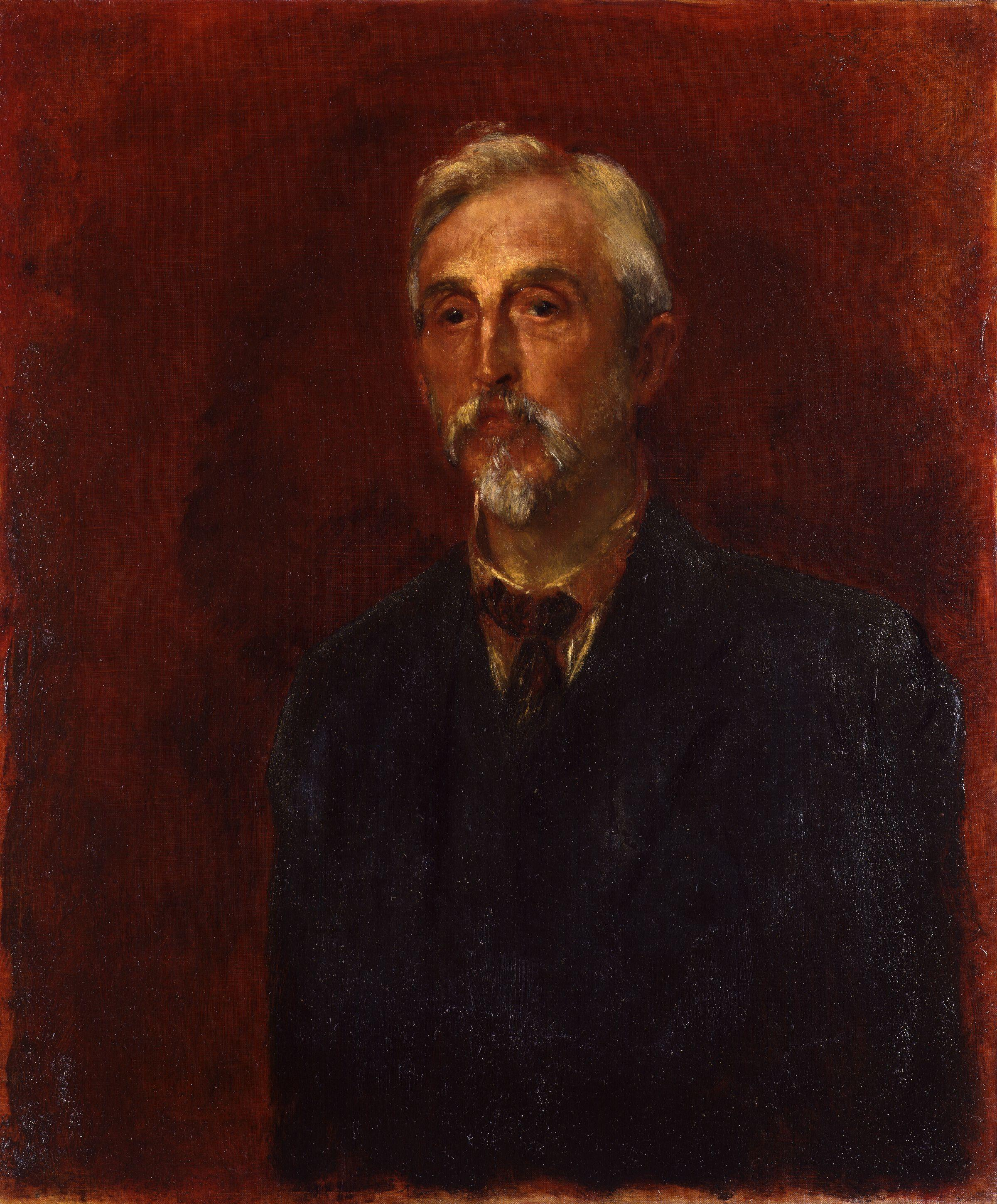
Charles Booth, George Frederic Watts, c. 1901

Charles Booth (* 30. März 1840 in Liverpool; † 23. November 1916 in Thringstone, Leicestershire) war ein britischer Philanthrop und Sozialforscher, bekannt für seine Dokumentation der Lebensverhältnisse der Arbeiterklasse in London Ende des 19. Jahrhunderts. Neben Henry Mayhew zählt Booth zu den Pionieren der Stadtforschung.

## Leben
Booth war das zweitälteste Kind des wohlhabenden Liverpooler Getreidehändlers Charles Booth Senior. Die Familie war politisch liberal und gehörte dem Glauben der Unitarier an. Charles’ Mutter starb, als er 13 war, sein Vater, als er 20 war, und dazu verlor er mit 22 noch die Frau, die er heiraten wollte. Er besuchte die Royal Institution School in Liverpool und machte nach dem Abschluss 1856 ein vierjähriges Praktikum in der Reederei Lampson & Holt, das er über familiäre Kontakte vermittelt bekam. Später eröffnete er selbst mit seinem Bruder ein Unternehmen (die Booth Steamship Company), das hauptsächlich mit Häuten und Leder handelte. Er baute dazu die New Yorker Außenstelle der Firma auf. 1864 kehrte er nach Liverpool zurück und beteiligte sich lebhaft an Konstruktion und Bau zweier neuer Dampfschiffe, von denen er eins auch zur Jungfernfahrt nach Südamerika begleitete.
Booth verfolgte auch politische Projekte wie die Organisierung von Arbeiterbewegungen, das Erstellen einer universellen, säkularen Schulbildung oder einer Parlamentskandidatur. Unter anderem da alle diese Ambitionen Fehlschläge waren, geriet er in eine starke persönliche Krise und entfremdete sich von seinem bisherigen Umfeld. Im Jahr 1871 hatte er Mary Macauley geheiratet, die ihn nach weiteren Zusammenbrüchen 1873 auf eine Erholungsreise auf den Kontinent begleitete. Im Anschluss dazu zog man 1875 nach London um und nach der erfolgreichen Rettung eines Anteilsunternehmens in Amerika hatte sich Booth auch gänzlich erholt und erlitt keinen weiteren Zusammenbruch. In London traf er sich öfter mit befreundeten Sozialisten, „Symposium“ genannt. Der Royal Statistical Society trat Booth 1885 bei und wurde 1892 sogar deren Präsident.

## Life and Labour of the People in London

Armutskarte von London aus dem Jahr 1889

Charles Booth hat durch seine Arbeit über die Armut in London große Berühmtheit erlangt. Der Anlass dieser Studie war ein Disput mit dem Gründer von zwei sozialistischen Parteien in England, Henry Mayers Hyndman. Dieser hatte behauptet, dass ein Viertel aller Londoner in Armut lebe und Booth wollte dies widerlegen. Er analysierte den Zensus von 1881 und verglich ihn mit dem von 1801, besuchte häufig das Londoner East End und begann schließlich selbst eine eigene Erhebung.
Man befragte alle Personen unter anderem nach Beschäftigung, Einkommen und Familiengröße. Auf diesen Daten nahm Booth eine Klassifizierung vor, die von der untersten Klasse A zur Klasse H – der oberen Mittelklasse – und allem darüber reichte. Er fertigte auch detailreiche Karten dazu an, in denen die Klassen farblich von dunkel (arm) nach hell (wohlhabend) illustriert waren. 1893 nahm er eine Reklassifizierung vor, die von einem kombinierten Rängesystem aus z. B. Armut, Bevölkerungsdichte, Heiratsalter, Geburten- und Sterberaten bestimmt wurde.
Die Studie Life and Labour of the People in London umfasst 17 Bände und ist in die drei Kategorien Armut, Industrie und Religion unterteilbar. Booth benutzte dabei stets die Ergebnisse, die er bisher erworben hatte, um das Untersuchungsziel für die nächste Arbeit herauszufinden. Am Ende kam er zu dem Schluss, dass sogar über 30 % der Londoner in Armut lebten, und stellte Überlegungen an, wie dieser Missstand zu beheben sei.

## Politische Ansichten
Eine der wesentlichen Erkenntnisse seiner Studie war das Problem der Altersarmut. Obwohl er zeitlebens ein konservativer Mensch war, der den Individualismus betonte, setzte er sich stark für staatliche Renten ein, was ihm die Berufung in die Royal Commission on the Aged Poor einbrachte. Trotz seinem Kontakt und seiner Freundschaft zu britischen Sozialisten lehnte er die Vorstellung des Sozialismus strikt ab, wurde sogar, je älter er wurde, deutlicher darin. Bemerkenswert ist noch seine Sichtweise auf die Leute, die er in Klasse A ordnete. Zitiert nach Lindner schreibt er, sie „leisten keinen nützlichen Dienst, schaffen keinerlei Reichtum, eher vernichten sie ihn. Was immer sie berühren verderben sie“ (Walks On The Wild Side). Er unterstellt ihnen, sich nicht bessern zu können, und setzt alle Hilfsüberlegungen auch erst bei Klasse B an. Auf den Karten waren die Distrikte der Klasse A schwarz eingetragen und ihr wurden Gelegenheitsarbeiter, Gammler und Halbkriminelle zugeordnet.

## Ehrungen
Aufgrund seiner Leistungen sollte Booth geadelt werden, aber man brachte vorher in Erfahrung, dass er die Position des Geheimrates einem Ritterschlag vorziehen würde. 1904 erhielt er die Ehrendoktorwürde in Oxford und an der University of Liverpool gibt es die Charles Booth Lectureship. In der St Paul’s Cathedral erinnert eine Gedenktafel an ihn und die Toynbee Hall hat einen Flügel, den man nach dem Renovieren in Charles Booth House umgetauft hat.
Außerdem wurden seine Anstrengungen für die staatliche Rente nach dem Einzug der Liberal Party in die Regierung 1906 noch in die Realität umgesetzt.